# Cristhian Ledesma
Cristhian Rolando Ledesma (n. Asunción, Paraguay; 11 de febrero de 1987) es un futbolista paraguayo que juega como delantero.

## Trayectoria
Surgió de las divisiones inferiores de Olimpia, en donde estuvo aproximadamente dos años. La prensa paraguaya lo llegó a considerar, como uno de los nuevos delanteros paraguayos, con mejor futuro.
En julio de 2007 es adquirido por Independiente, logrando su deseo de jugar en un equipo grande de Argentina. Tiene la desgracia de lesionarse en un partido de pretemporada, por lo cual se pierde las primeras ocho fechas del Torneo Apertura 2007. Después de una lenta y trabajosa recuperación física, finalmente debuta en primera división en la novena fecha del campeonato, el sábado 15 de septiembre de 2007 en un partido jugado en la ciudad de Santa Fe, en el que Independiente venció como visitante a Colón por el marcador de 3-1. Ledesma estuvo en el banco de suplentes, ingresando en el segundo tiempo.
En diciembre de 2008 llega a un acuerdo con la dirigencia del equipo rojo para desvincularse del mismo con el objetivo de recuperar minutos de juego defendiendo la camiseta de otra institución. Es así que se consuma el retorno a su club de origen, Olimpia, en enero de 2009.

## Clubes
| Club                 | País      | Año       | PJ | Goles |
| -------------------- | --------- | --------- | -- | ----- |
| Olimpia              | Paraguay  | 2005-2007 | ?  | ?     |
| Independiente        | Argentina | 2007-2008 | 6  | 0     |
| Olimpia              | Paraguay  | 2009-2011 | 16 | 1     |
| Rubio Ñu             | Paraguay  | 2012      | 7  | 1     |
| Naval de Talcahuano  | Chile     | 2013      | 9  | 5     |
| Coquimbo Unido       | Chile     | 2013-2014 | 39 | 12    |
| Cobresal             | Chile     | 2014-2015 | 12 | 5     |
| Deportivo Quito      | Ecuador   | 2015      | 14 | 3     |
| Crucero del Norte    | Argentina | 2016      | 7  | 1     |
| Sportivo Trinidense  | Paraguay  | 2018      | ?  | ?     |
| Ovetense Fútbol Club | Paraguay  | 2019      | ?  | ?     |
| Sportivo Trinidense  | Paraguay  | 2019      | ?  | ?     |
| Resistencia S. C.    | Paraguay  | 2020      |    |       |
| 3 de Noviembre       | Paraguay  | 2022      |    |       |

## Palmarés

### Campeonatos nacionales
| Título           | Club           | País  | Año    |
| ---------------- | -------------- | ----- | ------ |
| Primera B        | Coquimbo Unido | Chile | 2014-C |
| Primera División | Cobresal       | Chile | 2015-C |